# Daniel Bellet
Pour les articles homonymes, voir Bellet (homonymie).
Daniel Bellet, né le 30 juillet 1864 à Saint-Julien-de-l'Escap (Charente-Maritime) et mort le 11 octobre 1917 à Maisons-Laffitte, est un économiste et professeur français.

## Biographie
Après une formation d'économiste, il entre au Ministère des travaux publics. 
Journaliste parallèlement, il rédige environ un article par mois à partir de 1888, à l'âge de vingt-quatre ans. Il écrit sur des sujets d'actualité très divers, comme les travaux de chemin de fer de Bastia à Ajaccio, la création de la Société des engrais de Paris ou les explorations en Amérique centrale. 
Il multiplie les activités professionnelles en devenant professeur à l'École libre des sciences politiques puis à l'École des hautes études commerciales. Il rédige des articles académiques dans le Journal des économistes. Il travaille sur le chômage et s'affirme en faveur d'une meilleure prise en compte statistique du chômage. 
Successeur de Louis Figuier, il continue de vulgariser les nouvelles applications scientifiques dans l'industrie et participe à La Nature à partir de 1888. Il devient secrétaire perpétuel de la Société d'économie politique.

## Prises de position
Il se positionne contre le socialisme et défend la profession d'économiste. Il écrit ainsi que "ceux qui, par métier ou par ignorance, trouvent bon de décrier les économistes, donnent volontiers au mot individualisme le sens d'égoïsme. Tout au contraire l'intérêt individuel bien compris est la base même de la véritable solidarité ; et ce serait un excellent enseignement civique et moral que de montrer à l'ouvrier combien chacun de nous est indirectement intéressé au succès de son voisin, et détruire en lui les germes de basse envie que veut y semer le socialisme".

## Ouvrages
- Promenades amusantes à travers la science, 1905.
- Nouveautés et progrès de l'industrie, 1910.
- Les plus grandes entreprises du monde, 1911-1912.
- Dernières inventions, dernières découvertes, 1912.
- L'évolution de l'Industrie. Ernest Flammarion, Paris, Bibliothèque de philosophie scientifique, 1914, 346 p.
- Le mépris des Lois et ses conséquences sociales, Flammarion, Bibliothèque de philosophie scientifique, 1918.

## Source
- Catherine Benedic, Le monde des vulgarisateurs, La science pour tous, sur la vulgarisation scientifique en France de 1850 à 1914, Paris, Bibliothèque du conservatoire national des arts et métiers, 1990, p. 41.